# Algeti (rzeka)
Algeti (gruz.: ალგეთი) – jest długą na 108 km rzeką w Dolnej Kartlii, w Gruzji, przepływającą przez dystrykty  Tetri Ckaro
i Marneuli. Rzeka rozpoczyna swój bieg pod górą Kldekari, wpływa w wąską skalistą dolinę, a następnie na równinę przed ujściem do Kury, stanowiąc jej prawy dopływ. Malownicze krajobrazy doliny Algeti są chronione w ramach Parku Narodowego Algeti.